# John Baylor

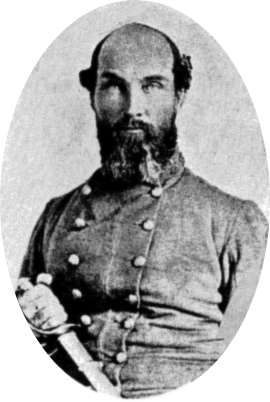
John Robert Baylor

John Robert Baylor (* 27. Juli 1822 in Paris, Kentucky; † 8. Februar 1894 in Montell, Texas) war ein US-amerikanischer Politiker und Offizier in der Konföderiertenarmee. Er war unter Jefferson Davis (1808–1889) Militärgouverneur im Arizona-Territorium.

## Werdegang
John Robert Baylor, Sohn von Sophia Marie Weidner († 1862) und des US-Army Chirurgen John Walker Baylor († 1835), wurde ungefähr sieben Jahre nach dem Ende des Britisch-Amerikanischen Krieges im Bourbon County geboren und lebte dann an verschiedenen Armeestandorten. Im Alter von 18 Jahren zog er nach Texas. Im Laufe der Zeit wurde er dort ein prominenter Bürger, 1853 Abgeordneter im Repräsentantenhaus von Texas, Herausgeber einer Zeitung namens The White Man und Indianeragent.
Er nahm 1861 als Delegierter an der Sezessionsversammlung von Texas teil. Nach dem Ausbruch des Bürgerkrieges stellte er 1861 die 2. Texas Mounted Rifles auf, um die Union von Südwesten anzugreifen. Dafür führte er seine Männer in das New-Mexico-Territorium. Nach dem Sieg bei der Ersten Schlacht von Mesilla und der Kapitulation der Unionstruppen in dem Territorium rief er sich selbst zum Militärgouverneur vom Arizona-Territorium aus – ein Territorium, welches den südlichen Teil der heutigen Staaten New Mexico und Arizona umfasste. Seine Position wurde durch den Konföderiertenkongress bestätigt. Ein Streit über veröffentlichte Artikel in der Mesilla Times führte zu einer Auseinandersetzung mit der Redakteur, Robert P. Kelly, welcher dann an den Folgen seiner Verletzungen verstarb. Ein Mitglied von Baylors Kabinett, Attorney General Marcus H. MacWillie, begnadigte ihn offiziell. Baylor förderte dann die Wahl von MacWillie in den ersten Konföderiertenkongress.
Die Versuche der Apachen die weißen Siedler zu vertreiben bewegten Baylor folgenden Befehl auszugeben:

„[U]se all means to persuade the Apaches or any tribe to come in for the purpose of making peace, and when you get them together kill all the grown Indians and take the children prisoners and sell them to defray the expense of killing the adult Indians. Buy whiskey and such other goods as may be necessary for the Indians and I will order vouchers given to cover the amount expended. Leave nothing undone to insure success, and have a sufficient number of men around to allow no Indian to escape.“

Es existieren keine Belege dafür, dass irgendjemand jemals diesen Befehl gefolgt war. Als aber die Nachricht davon den Präsidenten Jefferson Davis erreichte, enthob er Baylor sofort seines Amtes als Gouverneur. Sein Offizierspatent wurde ihm ebenfalls entzogen.
Baylor wurde später in den zweiten Konföderiertenkongress gewählt. Er trat als Private in die Konföderiertenarmee ein und nahm an der Schlacht von Galveston teil. Später bekam er sein Offizierspatent als Colonel zurück und stellte eine neue Einheit zwecks Wiedereroberung des Arizona-Territoriums zum Ende des Krieges auf.
Nach dem Ende des Bürgerkrieges lebte Baylor in San Antonio (Bexar County). 1873 erlitt er eine Niederlage bei der demokratischen Nominierung für das Amt des Gouverneurs von Texas gegenüber Richard Coke (1829–1897). Während des Höhepunkts des Black Hills Krieges mit den Lakota-Sioux bot er 1876 seine Dienste der US-Army an. 1878 errichtete er eine ansehnliche Ranch in der Nähe von Montell (Uvalde County), welche in der Folgezeit gedieh. Er geriet aber weiterhin in gewalttätige Auseinandersetzungen. Während einer Fehde wegen Viehs tötete er in den 1880er Jahren einen Mann namens Gilchrist im Ulvade County. Baylor wurde wegen Mordes ersten Grades angeklagt, aber im Mai 1881 freigesprochen. Er verstarb im Alter von 71 Jahren in Montell und wurde dann dort auf dem Ascension Episcopal Cemetery beigesetzt.

## Familie
Der Colonel George Baylor (1752–1784), welcher während des Unabhängigkeitskrieges in der Kontinentalarmee diente, war sein Großonkel. Der Kongressabgeordnete Robert Emmett Bledsoe Baylor (1793–1874) war sein Onkel. Die Baylor University in Waco (McLennan County) wurde nach ihm zu Ehren benannt. Der Colonel George Wythe Baylor (1832–1916), welcher seinen Vorgesetzten, General John A. Wharton (1828–1865) erschoss, war sein Bruder. John Robert Baylor heiratete Emily Jane Hanna (1827–1917). Das Paar bekam mindestens drei gemeinsame Kinder: Walker Keith (1847–1928), Elizabeth (1851–1931) und Albert Searcy (1869–1929).